# Ruokojärvi, Lappland
Ruokojärvi är en sjö i Gällivare kommun i Lappland och ingår i Råneälvens huvudavrinningsområde. Sjön har en area på 0,515 kvadratkilometer och ligger 366,1 meter över havet. Ruokojärvi ligger i Råneälven Natura 2000-område. Sjön avvattnas av vattendraget Ruokojoki.

## Delavrinningsområde
Ruokojärvi ingår i det delavrinningsområde (742448-173534) som SMHI kallar för Utloppet av Ruokojärvi. Medelhöjden är 393 meter över havet och ytan är 14,28 kvadratkilometer. Det finns inga avrinningsområden uppströms utan avrinningsområdet är högsta punkten. Ruokojoki som avvattnar avrinningsområdet har biflödesordning 4, vilket innebär att vattnet flödar genom totalt 4 vattendrag innan det når havet efter 174 kilometer. Avrinningsområdet består mestadels av skog (50 procent) och sankmarker (47 procent). Avrinningsområdet har 0,52 kvadratkilometer vattenytor vilket ger det en sjöprocent på 3,6 procent.